# Чекшино
Чекшино — деревня в Сокольском районе Вологодской области. Административный центр Двиницкого сельского поселения и Двиницкого сельсовета.
По переписи 2002 года население — 566 человек (277 мужчин, 289 женщин). Всё население — русские.

## Расположение
Находится на пересечении федеральных трасс М-8 «Холмогоры» и А-123 "Чекшино - Тотьма - Котлас - Куратово". Через деревню протекает река Двиница.
Ближайшие населённые пункты — Шадрино, Вязовое, Горка, Карповское, Пыхмарево, Мишуткино, Глебово.